# Нгола Кілундже
Нгола Кілундже I (*д/н — 1556) — 1-й нголо (володар) незалежної держави Ндонго в 1515—1565 роках. Пвне ім'я Нгола Кілундже кіа Самба. Відомий також як Нголо Нзінга.

## Життєпис
Син Самби, нголо Ндонго, що був васалом королівства Конго. Успадкував трон близько 1515 року. Точна дата й обставини здобуття Ндонго незалежності за панування Кілундже невідоме. Ймовірно, це сталося на початку 1540-х років після смерті маніконго Афонсу I.
Ще 1518 року Нгола Кілундже звернулося до Португалії з проханням надіслати християнських місіонерів і також визнати їх незалежними від Конго. 1520 року посланці прибули, проте під тиском маніконго Афонсу I були змушені переправити місіонерів до Конго. У Ндонго ж для проповідей були спрямовані християнізовані конголезці.
У середині 1550-х років Нгола знову відправив переговорну місію до Португалії, щоб заручитися її підтримкою в боротьбі проти Конго. Проте не дочекався їх прибуття, померши 1556 року. Йому спадкував син Ндамбі аНгола.